# Szilícium-karbid
A szilícium-karbid (képlete SiC) a szilícium szervetlen vegyülete, karbidja. A tiszta szilícium-karbid színtelen, de az ipari célokra használt kristályok általában fekete színűek. Igen kemény anyag, csaknem olyan kemény, mint a gyémánt. Vízben oldhatatlan vegyület. Ha szénfölösleget tartalmaz, félvezető tulajdonságú.

## Szerkezete
A szilícium-karbid a kovalens karbidok közé tartozik. Atomrácsot alkot. A kristályszerkezete a gyémántéhoz illetve a szfaleritéhez hasonlít. A szilícium-karbid rácsában minden szénatomhoz négy szilíciumatom és minden szilíciumatomhoz négy szénatom kapcsolódik tetraéderes elrendezésben kovalens kötéssel.

## Kémiai tulajdonságai
Kémiailag igen ellenálló. Nem reagál vízzel, vízgőzzel, savakkal és lúgokkal. Csak igen magas hőmérsékleten oxidálódik levegőn. 2300 °C-on elemeire bomlik anélkül, hogy megolvadna. Ekkor a szén grafit alakjában válik ki.

## Előállítása
A szilícium-karbid szilícium-dioxid (homok) és koksz reakciójával állítható elő magas hőmérsékleten, elektromos kemencében.
{\displaystyle \mathrm {SiO_{2}+3\ C\rightarrow SiC+2\ CO} }

## Felhasználása
A szilícium-karbidot nagy keménysége miatt csiszolóporként alkalmazzák. Fémek, üvegek, kövek csiszolására használják. Felhasználják elektromos ellenállások készítésére is (szilitrúd), valamint horgászbotok gyűrűjének belső anyagaként vagy vízszivattyúk mechanikus tengelytömítéseiben.
Elektronikai alkalmazása egyre nagyobb teret nyer, mert a szilícium alapú félvezetőkhöz képest jobb a magas hőmérséklet tűrése, jobb a hővezetése és az általa elérhető kapcsolási frekvencia is magasabb lehet. Mindezen tulajdonságok miatt, egy szilícium-karbid félvezetőket alkalmazó teljesítményelektronikai rendszer mérete kisebb lehet és energiahatékonysága is jobb.[forrás?]